# Teira
Teira é uma aldeia pertencente à freguesia de Alcobertas.
Teira tem uma sociedade com uma cultura muito própria, na generalidade gente recatada, dando assim à aldeia aspecto de uma ataraxia e calma eterna.
Actualmente está a surgir um punhado de habitantes vindos de locais externos à freguesia, para habitarem ou terem um "cantinho" para descanso durante as férias e fins-de-semana.

## Actividades Económicas
Agricultura, exploração florestal, pecuária e exploração de minério de Basalto e Calcario.

## Movimento Cultural de Teira
Em termos artísticos
Este movimento cultural que está a surgir em Teira, visa mostrar como o amor pelo próximo está ligado à dor da existência do ser.
Agarrando-se às bases do segundo manifesto surrealista, introduzindo uma perspectiva racional e compreensiva da existência de algo mais para além da vista humana. 
Toda esta magia é representada usando metáforas, seres alados, mensagens simples e toda uma panóplia de acontecimentos e visões que não existem neste mundo real.
Em termos políticos
Defende a liberdade individual acima de tudo, são contra a qualquer tipo de ordem hierárquica que não seja livremente aceite

## Locais a visitar
- Locais a visitar pela beleza natural: 
  - Mato da Boiça;
  - Vale-cepes;
  - Castro de São Martinho.
  - Gruta do Zé do Alpendre
  - Toca da Raposa
- Locais a visitar pelo património histórico: 
  - Capela de Teira;
  - a fonte do Lugar da Fonte;
  - a fonte do Lugar da Serra;
  - Castro de São Martinho.
  - Poço do Povo